# پترا، مایورکا
پترا، مایورکا (به اسپانیایی: Petra) یکی از دهستان‌های اسپانیا است که در جزایر بالئاری واقع شده‌است.

## خصوصیات
پترا ۷۰٫۱۳ کیلومترمربع مساحت و ۲٬۸۰۶ نفر جمعیت دارد و ۱۱۱ متر بالاتر از سطح دریا واقع شده‌است.